# Монтьєр (Міссурі)
Монтьєр (англ. Montier) — переписна місцевість (CDP) в США, в окрузі Шеннон штату Міссурі. Населення — 49 осіб (2020).

## Географія
Монтьєр розташований за координатами 36°58′54″ пн. ш. 91°34′29″ зх. д. / 36.98167° пн. ш. 91.57472° зх. д. (36.981646, -91.574854).  За даними Бюро перепису населення США в 2010 році переписна місцевість мала площу 2,53 км², уся площа — суходіл.

## Демографія
Згідно з переписом 2010 року, у переписній місцевості мешкало 98 осіб у 37 домогосподарствах у складі 25 родин. Густота населення становила 39 осіб/км².  Було 38 помешкань (15/км²).
Расовий склад населення:
| - 98,0 % — білих - 2,0 % — корінних американців |

До двох чи більше рас належало 0,0 %. Частка іспаномовних становила 0,0 % від усіх жителів.
За віковим діапазоном населення розподілялося таким чином: 27,6 % — особи молодші 18 років, 57,1 % — особи у віці 18—64 років, 15,3 % — особи у віці 65 років та старші. Медіана віку мешканця становила 40,0 року. На 100 осіб жіночої статі у переписній місцевості припадало 104,2 чоловіків;  на 100 жінок у віці від 18 років та старших — 115,2 чоловіків також старших 18 років.
Цивільне працевлаштоване населення становило 51 осіб. Основні галузі зайнятості: сільське господарство, лісництво, риболовля — 60,8 %, освіта, охорона здоров'я та соціальна допомога — 39,2 %.